# Franciszka Platówna-Rotter
Franciszka Platówna-Rotter (ur. 26 lutego 1894 w Jaśle, zm. 10 lutego 1974 we Wrocławiu) – polska śpiewaczka operowa.

## Życiorys
Urodziła się 26 lutego 1894 roku w Jaśle, w rodzinie Wojciecha i Katarzyny z Zygmundów. Gdy ojciec otrzymał stanowisko organisty w Łapczycy, cała rodzina przeniosła się do tej miejscowości. W Łapczycy odkryto jej umiejętności wokalne. Ukończyła seminarium nauczycielskie, następnie roku 1919 z wynikiem celującym Konserwatorium Towarzystwa Muzycznego w Krakowie w klasie śpiewu solowego Wandy Hendrichówny i Adama Ludwiga oraz studia wokalne w Wiedniu. W następnych latach była solistką oper we Lwowie (1920–1930) i Warszawie (1930–1939), a po wojnie we Wrocławiu, gdzie współorganizowała powstanie teatru operowego po przejęciu miasta przez Polskę w 1945 roku. Grała też rolę tytułową w Halce w pierwszym powojennym przedstawieniu (8 września 1945), w 1948 roku była nauczycielem śpiewu w Średniej Szkole Muzycznej we Wrocławiu, a w latach 1949–1970 pracowała na Wydziale Wokalnym, w klasie śpiewu solowego. Otrzymała Nagrodę Ministra Kultury i Sztuki I stopnia.
Franciszka Platówna-Rotter zmarła w 1974 roku i została pochowana we Wrocławiu.

## Ordery i odznaczenia
- Krzyż Oficerski Orderu Odrodzenia Polski
- Złoty Krzyż Zasługi
- Medal 10-lecia Polski Ludowej (22 lipca 1955)[5]
- Odznaka honorowa „Budowniczy Wrocławia”

## Upamiętnienie
W grudniu 2011 roku jej imieniem nazwano ulicę na wrocławskim Jagodnie.